# Aleria
Aleria és una ciutat de Còrsega situada a l'est de l'illa, al departament de l'Alta Còrsega.

## Història
Alàlia (grec antic: Ἀλαλίη) era una colònia grega fundada el 564 aC pels foceus que van arribar de Jònia, però al cap d'uns vint anys, quan el general persa Hàrpag va conquerir la seva ciutat a la Jònia, gran part dels seus habitants es van traslladar a Alàlia on van viure dedicant-se a la pirateria. La seva activitat va provocar l'hostilitat dels tirrens i dels cartaginesos i es van veure obligats a abandonar l'illa. Llavors es van establir a Vèlia (Lucània), segons Heròdot i Diodor de Sicília. Va passar llavors als cartaginesos, i després la van ocupar els romans el 259 aC, a la Primera Guerra Púnica, sota la direcció de Luci Corneli Escipió, que també va sotmetre tota l'illa. Va rebre una colònia romana durant la dictadura de Sul·la i va existir durant tot l'imperi com a capital de la província. Segons Plini el Vell, era una de les principals ciutats de Còrsega. Finalment va ser arrasada pels vàndals al segle v i la població va abandonar la plana litoral per refugiar-se a l'interior de les muntanyes. A pesar d'algunes instal·lacions genoveses, no es va repoblar definitivament fins al segle xx. Avui té uns 2.000 habitants.
Se'n poden visitar les antigues ruïnes i el museu del fort De Matra.

## Demografia
| 1962 | 1968  | 1975  | 1982  | 1990  | 1999  |
| ---- | ----- | ----- | ----- | ----- | ----- |
| 778  | 1.913 | 2.885 | 2.410 | 2.022 | 1.966 |

## Administració
| Període | Identitat       | Partit | Qualitat |
| ------- | --------------- | ------ | -------- |
| 2001-   | Ange Fraticelli | UMP    |          |